# Phascolosoma ambiguum
Phascolosoma ambiguum är en stjärnmaskart som först beskrevs av Brandt 1835.  Phascolosoma ambiguum ingår i släktet Phascolosoma och familjen Phascolosomatidae. Inga underarter finns listade i Catalogue of Life.